# Памятник студенческим отрядам
Памятник «50 лет движению студенческих отрядов» — скульптурная композиция, посвящённая бойцам Российских студенческих отрядов и установленная в ноябре 2009 года на территории МГУ.

## История создания
В 2009 году представители студенческих отрядов России, стран СНГ и Прибалтики праздновали юбилейную дату — 50-летие всесоюзной программе ЦК ВЛКСМ Студенческие строительные отряды. Открытие памятника было приурочено к этому событию. Церемония открытия прошла в первый день Всероссийского слёта студенческих отрядов в Москве — 14 ноября 2009 года.
Место для памятника тоже было выбрано не случайно — официально первый студенческий отряд был сформирован в 1959 году именно на физическом факультете Московского государственного университета. Тем летом 339 студентов физфака отправились на работу в совхозы Северо-Казахстанской области. По этой причине памятник установлен на площадке напротив учебного корпуса физического факультета МГУ (Ленинские горы, д.1 стр.2).
Это первый памятник студентам, установленный на территории МГУ.

## Композиция
Скульптурная композиция выполнена народным художником России и действительным членом Российской академии художеств Александром Иулиановичем Рукавишниковым. Композиция представляет собой фигуры юношей и девушек, ставших в круг спиной друг к другу и взявшихся за руки. Студенты сразу в шутку окрестили монумент «памятником зелёным человечкам», так как бронза, из которой выполнены фигуры, покрыта патиной, дающей характерный зелёный оттенок.
Памятник установлен в соответствии с поручением Президента Российской Федерации Дмитрия Анатольевича Медведева.

## Открытие
В церемонии открытия 14 ноября 2009 приняли участие заместитель председателя Правительства РФ Александр Дмитриевич Жуков, мэр Москвы Юрий Михайлович Лужков, министр образования и науки РФ Андрей Александрович Фурсенко, министр спорта, туризма и молодёжной политики РФ Виталий Леонтьевич Мутко, Председатель Правления Российских студенческих отрядов Рябцевич Алексей Владимирович, Заместитель Руководителя (Комиссар) Центрального штаба Российских студенческих отрядов Расулова Лейла Марифовна, Руководитель (Командир) Центрального штаба Российских студенческих отрядов Богатеев Павел Николаевич, ректор МГУ академик Виктор Антонович Садовничий, сам скульптор — Александр Иулианович Рукавишников, а также более 3000 студентов — действующих бойцов студенческих отрядов со всей России. Чести держать знамёна у подножия памятника во время церемонии открытия удостоились бойцы студенческого отряда «Москва-Архангельск», ездившие летом 2009 года на родину М. В. Ломоносова для выполнения строительно-археологических работ на территории здания XVIII века Гостиный двор.
«Сейчас в Москве возобновляется движение студенческих строительных отрядов. И я считаю, что это правильно. Для многих это — возможность найти своё место в жизни, почувствовать себя лидером, вырваться вперед. Этот памятник — отражение важности роли студенческих отрядов для страны в целом. Моя мечта, чтобы студенческие стройотряды были не памятником, а приглашением к будущим свершениям», — сказал на церемонии открытия скульптуры мэр Москвы Юрий Михайлович Лужков.
На церемонии открытия памятника ректор МГУ Виктор Антонович Садовничий сказал: «Это первый знак, посвященный студенту, на территории МГУ. Есть памятники Ивану Шувалову, Михаилу Ломоносову, другие скульптуры, есть даже памятник американскому поэту Уолту Уитмену, а вот памятника студенту не было».